# Rodium(III)chloride
Rodium(III)chloride is het zout van het edelmetaal rodium en het halogeen chloor, met als brutoformule RhCl3. Het is een roodbruine vaste stof, die van nature zo goed als niet voorkomt. Rodium(III)chloride komt voor in een vorm zonder kristalwater (anhydraat), die slecht oplosbaar is in water. Het trihydraat, RhCl3 · 3 H2O, is daarentegen goed oplosbaar in water. Dit trihydraat is de meest gebruikte vorm van het rodium(III)chloride.

## Synthese
Watervrij rodium(III)chloride ontstaat als metallisch (meestal poedervormig) rodium in reactie wordt gebracht met chloorgas bij 400 tot 800°C:
2 Rh + 3 Cl2 → 2 RhCl3
Het trihydraat wordt gemaakt door het gele pentahydraat van rodium(III)oxide te laten reageren met zoutzuur:
Rh2O3 • 5 H2O + 6 HCl → 2 RhCl3(H2O)3 + 2 H2O
Bij verwarmen van RhCl3 · 3 H2O boven 100°C treedt thermolyse op tot het in water onoplosbare, zwarte rodium(III)oxide.

## Toepassingen en katalystische eigenschappen
In de jaren '60 werd aangetoond dat rodium-complexen katalytisch zeer actief zijn in een groot aantal reacties. Rodium(III)chloride is een belangrijke uitgangsstof voor de synthese van deze katalysatoren, die ingezet worden in chemische processen waarbij koolmonoxide, waterstof en alkenen worden omgezet in andere verbindingen. Hoewel rodium een zeer duur metaal is, is door de hoge efficiëntie van de katalytische processen het vroeger vaker gebruikte kobalt meer naar de achtergrond verschoven. Een beroemd voorbeeld van een dergelijke katalysator is de Wilkinson-katalysator, die wordt bereid door rodium(III)chloride te laten reageren met trifenylfosfine:
RhCl3(H2O)3 + 4 PPh3 → RhCl(PPh3)3 + O=PPh3 + 2 HCl + 2 H2O
Deze Wilkinson-katalysator wordt gebruikt voor de hydrogenering van olefines.